# Schaafrasp
Een schaafrasp is een platte rasp met een open structuur. Hiervoor wordt ook vaak de naam surform gebruikt. Eigenlijk is dat een merknaam. De raspbladen hiervoor zijn verwisselbaar. Ze zijn gemaakt van gehard staal. De perforaties zijn aan een kant voorzien van een soort schaafbeiteltjes. Bij montage van het blad dienen deze naar voren gericht te zijn. Deze wordt gebruikt om hout af te werken, glad te maken of alvast een bepaalde vorm te geven. Vervolgens kan het hout met een "gewone" houtvijl of schuurpapier worden afgewerkt.
Het handvat kan ook horizontaal bevestigd worden door de schroef in het handvat een paar slagen los te draaien, het handvat een halve slag te draaien en vervolgens de schroef weer aan te draaien. 
Van de schaafrasp is door het bedrijf Grace Manufacturing Inc een voedselrasp onder de merknaam Microplane ontwikkeld.